# Kozma Mihály (labdarúgó)
Kozma Mihály (Tápé, 1949. szeptember 1.) magyar válogatott labdarúgó, csatár, Kozma György és Kozma Zoltán élvonalbeli labdarúgók bátyja.

## Pályafutása
A ma már Szegedhez tartozó Tápén született 1949. szeptember 1-jén.

### Klubcsapatokban
Szegeden kezdett focizni, a magyar élvonalban 17 és fél évesen, 1967. március 5-én mutatkozott be, egy Haladás elleni 0-0-s mérkőzésen (egyből kezdőként az 1967-es bajnoki szezon nyitófordulójában). Ezen a mérkőzésen, Kozma csapattársaként debütált az élvonalban a később szintén szép labdarúgó karriert befutó, ám tragikus körülmények között fiatalon elhunyt Pusztai László is.
Kozma gólerős játékára – első szezonjában 11 gólt szerezve házi gólkirály lett, sokatmondó, hogy a második a házi ranglistán a 4-4 gólos Pusztai és Hajós Imre volt – hamar felfigyeltek és így került Kispestre a Honvédhoz.
1975 nyarán először került megrendezésre a Bajnokok Tornája, amelyen az addig magyar bajnoki címet szerző csapatok indulhattak. Az augusztus 6-i döntőt a Honvéd nyerte 4-1-re az Újpest ellen, viszont a mérkőzésen Kozma súlyos térdsérülést szenvedett, legközelebb csak bő 7 hónap múlva, az 1975-76-os bajnoki szezon legelső tavaszi fordulójában tudott pályára lépni (góllal tért vissza a Zalaegerszeg ellen). A semmiképp sem szándékos sérülést okozó játékost (Horváth Józsefet, vagy becenevén Vörit) – 6 hónapos eltiltása ellenére – a magyar sportsajtó annyira kikezdte, hogy saját bevallása szerint is ez volt az egyik oka annak, hogy még abban az évben – korabeli szóhasználattal élve – disszidált. Mivel Horváthot nem engedték be Kozmához a kórházba, a két játékos – akik az ifjúsági válogatottban korábban csapattársak is voltak – csak 2019 májusában, a Horváth 70. születésnapja alkalmából rendezett ünnepségen találkozott a sérülést követően először.
Kozma a sérülését megelőzően háromszor volt magyar gólkirály. Négy bajnoki ezüstérem után az 1979-1980-as szezonban tudott magyar bajnok lenni (a Honvéd Tichy Lajos irányításával 25 szezon után lett bajnok).
1981-ben a genki Waterschei (ez az azóta már megszűnt klub a KRC Genk jogelődje) játékosa lett, itt csapattársa volt Martos Győző is. A belga klubbal az 1981-82-es szezonban kupagyőzelmet ünnepelhetett, de a következő idényben már újra a Honvédban játszott, így kimaradt a Waterschei nagy kupameneteléséből.
Második magyar bajnoki címét már Belgiumból visszatérve szerezte a Honvéddal (1983-84), ekkor azonban már többnyire csere volt, az idény végével – 34 és fél évesen – vissza is vonult, a Honvéd így már Kozma nélkül lett a következő szezonban bajnok és kupagyőztes is...
Karrierje során Kozma Mihály 386 magyar bajnoki mérkőzésen 235 alkalommal volt eredményes (0,609 gól / mérkőzés), ezzel 16. a magyar bajnokság mindenkori góllövő listáján. Visszavonulása óta senki sem szerzett a magyar bajnokságban annyi gólt, mint ő (a legjobban egykori játékosa, Illés Béla közelíttette meg, aki karrierje során 215 magyar bajnoki gólt szerzett). Bozsik József (447 találkozó) és Puskás Ferenc (350) után ő lépett pályára legtöbbször bajnoki mérkőzésen a Honvédban (342), a Honvéd örökös bajnoki góllövő listáján 219 góllal ugyancsak harmadik (a 358 gólos Puskás és egykori edzője, a 244 gólos Tichy mögött).

### A válogatottban
Az 1968-as olimpiáról (és így az olimpiai aranyról) egy combsérülés miatt maradt le. 1969 és 1975 között 17 alkalommal játszott a magyar válogatottban hivatalos mérkőzésen, ezeken a találkozókon 3 gólt szerzett. 2 ezek közül olimpiai tornán, vagy annak selejtezőjén született, a harmadik pedig az 1974-es labdarúgó VB számunkra sorsdöntő, svédek elleni selejtezőjén.
Az 1972-es belgiumi Európa-bajnokságon 4. helyezést ért el a csapattal, a szovjetek elleni elődöntőben nem, csak a házigazda belgák elleni bronzmérkőzésen lépett pályára. Ugyanezen év őszén a müncheni olimpián ezüstérmes, a tornán négy mérkőzésen egy gólt szerzett (a brazilok elleni csoporttalálkozót az MLSZ nem tekinti hivatalosnak).

### Sportvezetőként
1984-től 1986-ig a Honvéd utánpótlásánál dolgozott edzőként. 1986-tól a labdarúgó-szakosztály vezetője, 1991-től a Kispest-Honvéd FC igazgatója lett.
1995 januárjában vezetőedzőnek nevezték ki, amit 1995 április végéig töltött be. Mérlege 7 bajnoki találkozón 2 győzelem, 1 döntetlen és 4 vereség (10-13-as gólkülönbség), 5 bajnoki pont. Utódja Török Péter lett.

## Sikerei, díjai
- magyar bajnok (2): 1979–80, 1983–84
- Magyar gólkirály (3): 1970–71, 1973–74, 1974–75 (Bene Ferenccel holtversenyben)
- belgakupa-győztes: 1982
- olimpiai ezüstérmes: 1972, München
- Európa-bajnoki 4. helyezett: 1972, Belgium

## Statisztika

### Mérkőzései a válogatottban
| Magyarország | Magyarország         | Magyarország                            | Magyarország  | Magyarország | Magyarország  | Magyarország        | Magyarország | Magyarország |
| #            | Dátum                | Helyszín                                | Hazai         | Eredmény     | Vendég        | Kiírás              | Gólok        | Esemény      |
| ------------ | -------------------- | --------------------------------------- | ------------- | ------------ | ------------- | ------------------- | ------------ | ------------ |
| 1.           | 1969. június 8.      | Dublin, Lansdowne Road                  | Írország      | 1 – 2        | Magyarország  | vb-selejtező        | -            | 70'          |
| 2.           | 1969. október 22.    | Budapest, Népstadion                    | Magyarország  | 3 – 0        | Dánia         | vb-selejtező        | -            |              |
| 3.           | 1970. szeptember 9.  | Nürnberg, Frankenstadion                | NSZK          | 3 – 1        | Magyarország  | barátságos          | -            | 46'          |
| 4.           | 1971. április 24.    | Budapest, Népstadion                    | Magyarország  | 1 – 1        | Franciaország | Eb-selejtező        | -            | 53'          |
| 5.           | 1971. május 19.      | Szófia, Levszki-stadion                 | Bulgária      | 3 – 0        | Magyarország  | Eb-selejtező        | -            | 73'          |
| 6.           | 1972. június 17.     | Liège, Stade Maurice Dufrasne           | Belgium       | 2 – 1        | Magyarország  | Eb 3. helyért       | -            |              |
| 7.           | 1972. augusztus 27.  | Nürnberg, Frankenstadion (FRG)          | Magyarország  | 5 – 0        | Irán          | olimpiai csoportkör | 1            | 80'          |
|              | 1972. augusztus 29.  | München, Olimpiai Stadion (FRG)         | Magyarország  | 2 – 2        | Brazília      | olimpiai csoportkör | -            |              |
| 8.           | 1972. augusztus 31.  | Augsburg, Rosenaustadion (FRG)          | Dánia         | 0 – 2        | Magyarország  | olimpiai csoportkör | -            | 77'          |
| 9.           | 1972. szeptember 10. | München, Olimpia Stadion (FRG)          | Lengyelország | 2 – 1        | Magyarország  | olimpiai döntő      | -            |              |
| 10.          | 1973. május 16.      | Karl-Marx-Stadt, Ernst Thälmann Stadion | NDK           | 2 – 1        | Magyarország  | barátságos          | -            | 65'          |
| 11.          | 1973. június 13.     | Budapest, Népstadion                    | Magyarország  | 3 – 3        | Svédország    | vb-selejtező        | 1            | 9' 46'       |
| 12.          | 1973. október 13.    | Koppenhága                              | Dánia         | 2 – 2        | Magyarország  | barátságos          | -            | 62'          |
| 13.          | 1973. november 21.   | Budapest, Népstadion                    | Magyarország  | 0 – 1        | NDK           | barátságos          | -            | 64'          |
| 14.          | 1974. szeptember 28. | Bécs, Práter stadion                    | Ausztria      | 1 – 0        | Magyarország  | barátságos          | -            |              |
| 15.          | 1975. április 16.    | Budapest, Népstadion                    | Magyarország  | 1 – 2        | Wales         | Eb-selejtező        | -            |              |
| 16.          | 1975. május 7.       | Budapest, Népstadion                    | Magyarország  | 2 – 0        | Bulgária      | olimpiai selejtező  | 1            | 62'          |
| 17.          | 1975. június 7.      | Szófia, Levszki stadion                 | Bulgária      | 4 – 0        | Magyarország  | olimpiai selejtező  | -            |              |
|              | 1980. április 13.    | Prága                                   | Csehszlovákia | 3 – 2        | Magyarország  | olimpiai selejtező  | -            |              |
|              | Összesen             |                                         |               | 17           | mérkőzés      |                     | 3            | gól          |